# Glitter (nhạc phim)
Glitter là album nhạc phim của bộ phim năm 2001 cùng tên và cũng là album phòng thu thứ tám của ca sĩ kiêm sáng tác nhạc người Mỹ Mariah Carey, phát hành ngày 18 tháng 8 năm 2001 bởi Virgin Records. Album đánh dấu đĩa nhạc đầu tiên của nữ ca sĩ sau khi chấm dứt hợp đồng thu âm kéo dài mười năm với hãng đĩa cũ Columbia Records. Năm 1997, Carey ấp ủ kế hoạch thực hiện bộ phim do cô thủ vai chính và nhạc phim đi kèm với tên gọi lúc bấy giờ All That Glitters, nhưng dự án bị trì hoàn nhiều lần và chỉ bắt đầu khi nữ ca sĩ đầu quân cho Virgin Records với một bản hợp đồng trị giá 100 triệu đô-la. Đây là một bản thu âm dance-pop, funk, hip hop và R&B, đồng thời chịu nhiều ảnh hưởng từ âm nhạc post-disco thập niên 1980 để phù hợp bối cảnh vào năm 1983 của bộ phim. Đóng vai trò điều hành sản xuất và lên ý tưởng cho nhạc phim, Carey hợp tác với một loạt nhà sản xuất khác nhau, bao gồm những cộng tác viên quen thuộc như Jimmy Jam and Terry Lewis, James "Big Jim" Wright, DJ Clue và Walter Afanasieff. Ngoài ra, album còn có sự sự tham gia góp giọng của Eric Benét, Ludacris, Da Brat, Busta Rhymes, Fabolous và Ja Rule.
Tương tự như album trước Rainbow (1999), nội dung ca từ của Glitter đề cập đến những chủ đề nội tâm về tình yêu, niềm tin và những tổn thương. Ngoài ra, cô cũng hát lại "Didn't Mean to Turn You On" (1984) của Cherrelle và "Last Night a D.J. Saved My Life" (1982) của Indeep. Sau khi phát hành, album đa phần nhận được những phản ứng trái chiều từ giới phê bình, trong đó họ đánh giá cao chất giọng và những sáng tác của nữ ca sĩ, nhưng vấp phải nhiều chỉ trích bởi sự dư thừa của nhiều nghệ sĩ khách mời và khâu sản xuất quá rập khuôn khiến tổng thể trở nên mờ nhạt. Glitter cũng gặt hái những thành công hạn chế về mặt thương mại nếu so với những album trước của cô, đứng đầu bảng xếp hạng tại Nhật Bản và lọt vào top 10 ở nhiều quốc gia khác, bao gồm những thị trường lớn như Canada, Pháp, Đức, Ý, Tây Ban Nha, Thụy Sĩ và Vương quốc Anh. Glitter ra mắt ở vị trí thứ bảy trên bảng xếp hạng Billboard 200 tại Hoa Kỳ với 116,000 bản, trở thành đĩa nhạc thứ mười của Carey vươn đến top 10 nhưng lại là album phòng thu đạt thứ hạng thấp nhất của cô tại đây. Tính đến nay, album đã bán được hơn hai triệu bản trên toàn cầu.
Bốn đĩa đơn đã được phát hành từ Glitter. "Loverboy" được chọn làm đĩa đơn mở đường và vươn đến top 10 ở một số quốc gia, đồng thời đạt vị trí thứ hai trên bảng xếp hạng Billboard Hot 100. Tuy nhiên, những đĩa đơn còn lại "Never Too Far", "Don't Stop (Funkin' 4 Jamaica)" và "Reflections (Care Enough)" chỉ đạt được những thành tích ít ỏi trên toàn cầu. Do nhiều áp lực từ quá trình quay phim, thu âm album và những biến cố trong cuộc sống, Carey gặp khủng hoảng tâm lý. Ngoài ra, những rắc rối liên quan đến đoạn nhạc mẫu sử dụng cho "Loverboy" và phản ứng trái chiều trước màn xuất hiện quảng bá tại Total Request Live khiến nữ ca sĩ phải nhập viện và dự án bị trì hoãn ba tuần, trong đó ngày ra mắt đĩa nhạc tại Hoa Kỳ bị đẩy lùi sang ngày 11 tháng 9 năm 2001. Sau đó, Glitter lẫn bộ phim đều  không đạt được thành tích như kỳ vọng, khiến Virgin Records quyết định thanh lý hợp đồng với nữ ca sĩ và đền bù 28 triệu đô la. Tuy nhiên, album bắt đầu nhận được nhiều lời khen ngợi từ các nhà phê bình chính thống sau gần hai thập kỷ phát hành, những người cho rằng đĩa nhạc không được nhìn nhận công bằng, và phát triển một cộng đồng tín đồ hâm mộ.

## Danh sách bài hát
| Glitter – Phiên bản tiêu chuẩn | Glitter – Phiên bản tiêu chuẩn                                                  | Glitter – Phiên bản tiêu chuẩn                                                | Glitter – Phiên bản tiêu chuẩn                                  | Glitter – Phiên bản tiêu chuẩn |
| STT                            | Nhan đề                                                                         | Sáng tác                                                                      | Sản xuất                                                        | Thời lượng                     |
| ------------------------------ | ------------------------------------------------------------------------------- | ----------------------------------------------------------------------------- | --------------------------------------------------------------- | ------------------------------ |
| 1.                             | "Loverboy" (remix) (hợp tác với Da Brat, Ludacris, Twenty II và Shawnna)        | Mariah Carey Larry Blackmon Thomas Jenkins Da Brat Ludacris Twenty II Shawnna | Carey Clark Kent                                                | 4:30                           |
| 2.                             | "Lead the Way"                                                                  | Carey Walter Afanasieff                                                       | Carey Afanasieff Jimmy Jam [a] Terry Lewis [a] James Wright [a] | 3:53                           |
| 3.                             | "If We" (hợp tác với Ja Rule và Nate Dogg)                                      | Carey Damion Young Howie Hersh Jeffrey Atkins Nathaniel Hale                  | Carey Damizza                                                   | 4:20                           |
| 4.                             | "Didn't Mean to Turn You On"                                                    | James Harris III Lewis                                                        | Carey Jam Lewis                                                 | 4:54                           |
| 5.                             | "Don't Stop (Funkin' 4 Jamaica)" (hợp tác với Mystikal)                         | Carey DJ Clue Duro Thomas Brown Toni Smith Michael Tyler                      | Carey Clue Duro                                                 | 3:37                           |
| 6.                             | "All My Life"                                                                   | Rick James                                                                    | Carey James                                                     | 5:09                           |
| 7.                             | "Reflections (Care Enough)"                                                     | Carey Philippe Pierre                                                         | Carey Jam Lewis                                                 | 3:20                           |
| 8.                             | "Last Night a DJ Saved My Life" (hợp tác với Busta Rhymes, Fabolous và DJ Clue) | Michael Cleveland                                                             | Carey Clue Duro                                                 | 6:43                           |
| 9.                             | "Want You" (hợp tác với Eric Benét)                                             | Carey Harris Lewis Wright                                                     | Carey Jam Lewis                                                 | 4:43                           |
| 10.                            | "Never Too Far"                                                                 | Carey Harris Lewis                                                            | Carey Jam Lewis                                                 | 4:21                           |
| 11.                            | "Twister"                                                                       | Carey Harris Lewis Wright [b]                                                 | Carey Jam Lewis                                                 | 2:26                           |
| 12.                            | "Loverboy" (hợp tác với Cameo)                                                  | Carey Blackmon Jenkins                                                        | Carey Kent                                                      | 3:49                           |

| Glitter – Phiên bản tại Nhật Bản (bản nhạc bổ sung) | Glitter – Phiên bản tại Nhật Bản (bản nhạc bổ sung) | Glitter – Phiên bản tại Nhật Bản (bản nhạc bổ sung) | Glitter – Phiên bản tại Nhật Bản (bản nhạc bổ sung) | Glitter – Phiên bản tại Nhật Bản (bản nhạc bổ sung) |
| STT                                                 | Nhan đề                                             | Sáng tác                                            | Sản xuất                                            | Thời lượng                                          |
| --------------------------------------------------- | --------------------------------------------------- | --------------------------------------------------- | --------------------------------------------------- | --------------------------------------------------- |
| 13.                                                 | "Loverboy" (MJ Cole Main Remix Radio Edit)          | Carey Blackmon Jenkins                              | Carey Kent MJ Cole [a]                              | 4:13                                                |

Ghi chú
- ^a  nghĩa là sản xuất bổ sung
- ^b  nghĩa là đồng sản xuất

Ghi chú nhạc mẫu
- "Loverboy" và "Loverboy (Remix)" đều sử dụng nhạc mẫu "Candy" của Cameo.
- "Didn't Mean to Turn You On" là bản hát lại "I Didn't Mean to Turn You On" của Cherrelle. Bản hát lại được sản xuất bởi Jimmy Jam and Terry Lewis, những người sản xuất bản gốc của Cherrelle. Carey cũng hát trên giai điệu của bản gốc.
- "Don't Stop (Funkin' 4 Jamaica)" bao gồm một số phần từ  "Funkin' for Jamaica (N.Y.)" của Tom Browne.
- "Last Night a DJ Saved My Life" sử dụng nhạc mẫu "Put Your Hands Where My Eyes Could See" của Busta Rhymes và là bản hát lại "Last Night a D.J. Saved My Life" của Indeep.

## Xếp hạng
| Bảng xếp hạng (2001–2002)                | Vị trí cao nhất |
| ---------------------------------------- | --------------- |
| Album Úc (ARIA)                          | 13              |
| Album Úc Urban (ARIA)                    | 1               |
| Album Áo (Ö3 Austria)                    | 14              |
| Album Bỉ (Ultratop Vlaanderen)           | 10              |
| Album Bỉ (Ultratop Wallonie)             | 11              |
| Album Canada (Billboard)                 | 4               |
| Album Đan Mạch (Hitlisten)               | 12              |
| Album Hà Lan (Album Top 100)             | 12              |
| Album Châu Âu (Music & Media)            | 5               |
| Album Pháp (SNEP)                        | 5               |
| Album Đức (Offizielle Top 100)           | 7               |
| Album Hy Lạp (IFPI)                      | 1               |
| Album Hungaria (MAHASZ)                  | 37              |
| Album Ireland (IRMA)                     | 28              |
| Album Ý (FIMI)                           | 5               |
| Album Nhật Bản (Oricon)                  | 1               |
| Album Malaysia (RIM)                     | 6               |
| Album New Zealand (RMNZ)                 | 11              |
| Album Na Uy (VG-lista)                   | 11              |
| Album Ba Lan (ZPAV)                      | 23              |
| Album Scotland (OCC)                     | 39              |
| Album Tây Ban Nha (PROMUSICAE)           | 3               |
| Album Thụy Điển (Sverigetopplistan)      | 30              |
| Album Thụy Sĩ (Schweizer Hitparade)      | 10              |
| Album Anh Quốc (OCC)                     | 10              |
| Album Anh Quốc R&B (OCC)                 | 1               |
| Album Hoa Kỳ Billboard 200               | 7               |
| Album Hoa Kỳ Soundtrack (Billboard)      | 1               |
| Album Hoa Kỳ Top R&B/Hip-Hop (Billboard) | 6               |

| Bảng xếp hạng (2018)            | Vị trí cao nhất |
| ------------------------------- | --------------- |
| Album Anh Quốc Digital (OCC)    | 26              |
| Album Anh Quốc R&B (OCC)        | 5               |
| Album Anh Quốc Soundtrack (OCC) | 9               |

| Bảng xếp hạng (2001)  | Vị trí cao nhất |
| --------------------- | --------------- |
| Album Hàn Quốc (RIAK) | 1               |

| Bảng xếp hạng (2001)                     | Vị trí |
| ---------------------------------------- | ------ |
| Album Canada R&B (SoundScan)             | 51     |
| Album Pháp (SNEP)                        | 110    |
| Album Nhật Bản (Oricon)                  | 88     |
| Hoa Kỳ Top Soundtrack Albums (Billboard) | 14     |
| Bảng xếp hạng (2002)                     | Vị trí |
| Album Canada R&B (Nielsen SoundScan)     | 159    |

## Chứng nhận
| Quốc gia                                                                           | Chứng nhận | Số đơn vị/doanh số chứng nhận |
| ---------------------------------------------------------------------------------- | ---------- | ----------------------------- |
| Brasil (Pro-Música Brasil)                                                         | —          | 60,000                        |
| Canada (Music Canada)                                                              | —          | 34,437                        |
| Pháp (SNEP)                                                                        | Vàng       | 100.000*                      |
| Nhật Bản (RIAJ)                                                                    | Bạch kim   | 450,000                       |
| Hàn Quốc (KMCA)                                                                    | —          | 59,057                        |
| Tây Ban Nha (PROMUSICAE)                                                           | Vàng       | 50.000^                       |
| Thụy Sĩ (IFPI)                                                                     | Vàng       | 20.000^                       |
| Anh Quốc (BPI)                                                                     | —          | 55,080                        |
| Hoa Kỳ (RIAA)                                                                      | Bạch kim   | 666,000                       |
| Tổng hợp                                                                           |            |                               |
| Toàn cầu                                                                           | —          | 2,000,000                     |
| * Chứng nhận dựa theo doanh số tiêu thụ. ^ Chứng nhận dựa theo doanh số nhập hàng. |            |                               |

## Lịch sử phát hành
| Khu vực        | Ngày             | Định dạng | Hãng đĩa   | Ct.           |
| -------------- | ---------------- | --------- | ---------- | ------------- |
| Nhật Bản       | 18 tháng 8, 2001 | CD        | Sony Japan | [ 43 ] [ 53 ] |
| Úc             | 1 tháng 9, 2001  | CD        | EMI        | [ 54 ]        |
| Vương quốc Anh | 10 tháng 9, 2001 | CD        | Virgin     | [ 55 ]        |
| Hoa Kỳ         | 11 tháng 9, 2001 | CD        | Virgin     | [ 56 ]        |
| Nhiều          | 22 tháng 5, 2020 | Streaming | Virgin     | [ 57 ]        |